# .NET Framework 3.0
.NET Framework 3.0, tot 9 juni 2006 WinFX genaamd, is een verzameling API's die standaard deel uitmaken van Windows Vista en Windows Server 2008 uitgekomen op 6 november 2006. Deze API's zijn ook beschikbaar voor degenen die Windows XP SP2 en Windows Server 2003 draaien. Het .NET Framework 3.0 bouwt verder op het bestaande .NET-framework en breidt het uit.
.NET Framework 3.0 bevat het .NET Framework 2.0 (dat in veel systemen al geïnstalleerd is) en verder nog vier hoofdcomponenten:
- Windows Presentation Foundation (WPF): grafisch systeem
- Windows Communication Foundation (WCF): systeem voor communicatie tussen processen
- Windows Workflow Foundation (WF): systeem voor het uitvoeren van stroomdiagrammen.
- Windows CardSpace (WCS): bibliotheek voor identiteitscontrole

Samen bieden ze een uitgebreide programmeerinterface om zowel client- als servertoepassingen op te ontwikkelen.